# Batalla de Pavía (773)
La Batalla o Asedio de Pavía tuvo lugar en 773 y 774 en el norte de Italia, cerca de Ticinum, la actual Pavía, y se saldó con la victoria de los Francos liderados por Carlomagno, que derrotaron a los lombardos dirigidos por el rey Desiderio.

## Contexto
Carlomagno, rey de los francos, había ascendido al trono en 768 junto a su hermano Carlomán I. En ese momento había rivalidad no solo entre los dos hermanos, sino también entre el rey de los lombardos, Desiderio, y el papado. En 772, Adriano I expulsó a todos los oficiales lombardos de la curia papal. Como respuesta, Desiderio invadió el territorio papal, llegando a tomar incluso Otriculum, la actual Otricoli, a solo un día de marcha de Roma por lo que Adriano pidió ayuda a Carlomagno.
Carlomagno tenía una alianza con los lombardos desde su matrimonio con una de las hijas de Desiderio, Desiderata. En un año, sin embargo, cambió de opinión acerca del matrimonio y de la alianza y se divorció de su esposa, a la que mandó con su padre. Los lombardos tomaron esto como un insulto.
Tras la muerte de Carlomán en 771, su esposa, Gerberga, huyó del reino junto a sus hijos por razones desconocidas (Einhard denuncia que huyó de su cuñado “sin motivo alguno”) y buscó refugio en la Pavía de Desiderio. El rey lombardo devolvió el insulto a los francos dándole asilo, y reclamando parte del reino franco para los hijos de la refugiada. La relación entre francos y lombardos se rompió definitivamente y el papa supo aprovecharlo. Envió una embajada a Thionville para llevar este mensaje:

[Los lombardos] nos atacarían [al papa] por tierra y por mar, conquistarían la ciudad de Roma y nos harían cautivos… Por eso os imploramos por el Dios viviente y el Príncipe de los Apóstoles que acudáis inmediatamente en nuestra ayuda, antes de que seamos destruidos.

Carlomagno comprobó la verdad de las agresiones de Desiderio y la amenaza que suponía para su propio reino y marchó con sus tropas hacia Italia a principios del verano de 773.

## La batalla

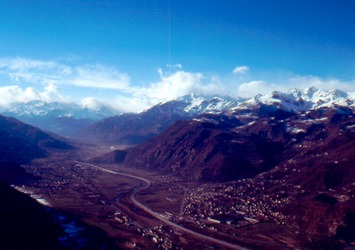
The pass at Valle de Susa.

El ejército de Carlomagno era de número desconocido; lo dividió en dos, otorgando el mando de una mitad a su tío, Bernardo; y dirigió la otra a través de los Alpes por el valle de Susa, cerca de mont Cenis, mientras Bernardo los atravesaba por el puerto de Gran San Bernardo. Al pie de la montaña, el ejército de Carlomagno tropezó con las fortificaciones de Desiderio, pero los zapadores encontraron una ruta alternativa.
Enviaron soldados a caballo para atacar a los defensores por el flanco y, con las fuerzas de Bernardo aproximándose desde el este, los lombardos huyeron a la fortificada Pavía. Las tropas francas marcharon sobre la ciudad para comenzar la batalla en septiembre.
El ejército franco al completo era capaz de rodear completamente la capital lombarda, pero no habían llevado consigo maquinaria de asedio. Los lombardos también habían fracasado en sus preparativos: la ciudad estaba pobremente abastecida de comida y los terrenos cercanos estaban ya en manos de los francos. 
Desiderio permanecía en la ciudad asediada, pero su hijo Adalgis había marchado a Verona para proteger a la familia de Carlomán. Carlomagno, pues, envió un pequeño contingente a sitiar Verona. Adelgis, asustado, huyó a Constantinopla y la ciudad cayó, con la familia de Carlomán.
Carlomagno empezó a conquistar toda la región alrededor de Pavía a principios de 774, e incluso visitó al papa en Pascua. Ningún otro conde o duque lombardo intentó liberar a Desiderio y él no dio muestras de ningún contraataque serio. Al décimo mes de asedio, el hambre había devastado Pavía y Desiderio, al ver que había sido abandonado, abrió las puertas a Carlomagno y se rindió un jueves de junio.

## Legado
Tras la victoria, Carlomagno se autoproclamó Rey de Italia, y desde entonces se hizo llamar Rey de los Francos y de los Lombardos. El hito es único en la historia de los reinos germánicos de la Edad Media: un gobernante tomando el título del conquistado. Carlomagno estaba forjando lo que podría llamarse con razón un “imperio”. Incluso se permitía mostrarse muy cercano a la Iglesia, como su protector. Su reconocimiento del poder temporal del papa en la Italia central sentó los precedentes del poder medieval del papa.
Tras la conquista por los francos, muchos de ellos pasaron a ocupar posiciones de poder y autoridad en Italia, aunque muchos lombardos mantuvieron sus cargos gracias a la disposición que habían mostrado a firmar la paz con Carlomagno. 
Según Paul K. Davis, “La derrota y consecuente destrucción de la monarquía lombarda libró a Roma de la amenaza más persistente contra la seguridad del papa, preparando el terreno para el nacimiento del Sacro Imperio Romano".

## Léase también
- Balzaretti, Ross (1996). «Charlemagne in Italy». History Today 46 (2): 28-34.
- Tangl, Georgine (1957). «Karls des Großen Weg über die Alpen». QFIAB (en alemán) 37: 1-15. ISSN 0079-9068. (en alemán)

- Esta obra contiene una traducción libre derivada de «Siege of Pavia (773–74)» de Wikipedia en inglés, concretamente de esta versión del 22 de octubre de 2014, publicada por sus editores bajo la Licencia de documentación libre de GNU y la Licencia Creative Commons Atribución-CompartirIgual 4.0 Internacional.

- Datos: Q114717
- Multimedia: Siege of Pavia (773–774) / Q114717